# Барбарыкина, Галина Валентиновна
Гали́на Валенти́новна Барбары́кина (р. 14 августа 1961, Малоярославец, Калужская область) — российский хореограф, педагог. Основатель и бессменный руководитель обнинского театра «Экспериментальный класс современной хореографии» (Э. К. С. Х.) (с 2000).

## Биография

### Детство и юность
Родилась 14 августа 1961 года в городе Малоярославце. Выросла в Обнинске Калужской области. Один из учителей — обнинский хореограф Константин Губин.

### Театр Э. К. С. Х.
В 2000 году создала в Обнинске театр «Экспериментальный класс современной хореографии» (Э. К. С. Х.).
Принимает в театр Э. К. С. Х. вне зависимости от способностей к театру и танцу всех желающих, значительная часть которых постепенно отсеивается сама.
Работает с детьми начиная с младшего школьного возраста, считая что дошкольники «слишком слабые и неорганизованные существа для серьёзных занятий».

### Работа в драматическом театре
В драматическом театре стала известна в 2010 году после работы хореографом в антрепризном спектакле «Между платьем и пижамой» по пьесе Артура Копита (полное оригинальное название пьесы «Папа, папа, бедный папа, ты не вылезешь из шкапа, ты повешен нашей мамой между платьем и пижамой») режиссёра Олега Степанова.
В спектакль попала случайно:
Давно-давно, ещё в начале 90-х годов, выходец из Обнинска студент ВГИКа Павел Игнатов, ныне режиссёр сериалов, снимал курсовую учебную работу и для неё попросил меня поставить танцы. Среди молодых актёров был Олег Степанов. Прошло много лет. Степанов стал театральным режиссёром, а меня не забыл. Однажды он меня пригласил в новогодний проект, но я отказалась, потому что нужно было месяц постоянно работать в Москве, а я не могла бросить свой театр. А этим летом мы случайно вместе оказались в одной электричке, и он позвал меня хореографом в антрепризный спектакль. Занятость два дня в неделю меня устроила.
Главную женскую роль в разных составах спектакля исполняли Анна Терехова, Юлия Рутберг и Светлана Тома.
Вот приходит актриса, надевает сценическое платье, и мы начинаем работу. Она говорит: «Галочка, вы мне быстро всё объясните, да? У меня есть 15 минут». Я показываю движения — она всё повторяет, стараясь их запомнить. Нет никакого обсуждения того, что мы делаем, что предлагаем — обычная механическая работа. И душевного порыва в этом, увы, не наблюдается. Никто в принципе и не скрывает, что антреприза используется для «чёса по провинциям».

## Награды и премии Э. К. С. Х.
- 2002 — Лауреат Международного фестиваля «Магия сцены» в Таллине[6]
- 2002 — Лауреат 7-го Международного фестиваля «Земля. Театр. Дети» в Евпатории. Диплом в номинации «За высокое мастерство и весомый вклад в развитие современной хореографии»[1][6]
- 2003 — Гран-при международного фестиваля в Бресте[2].
- 2004 — Э. К. С. Х. вошёл в тройку лучших молодёжных театров России новых форм по итогам фестиваля «В добрый чac» в Москве[2].
- 2008 — 2-е место в номинации «Модерн-танец» 8-го Вcepoссийского фестиваля-конкypса мoлодёжныx кoллективов coвpeменногo танцa в Екатеринбурге[2].
- 2010 — Диплом II степени в номинации «Современный танец» 9-го Всероссийского фестиваля-конкурса молодёжных коллективов современного танца в Екатеринбурге[7]

## Постановки в Э. К. С. Х. (автор идей, режиссёр, хореограф)
- 2002 — Несколько маленьких новелл о вечности (по книге Леонида Енгибарова «Последний раунд»)[6]
- 2002 — Карменсита[8][9]
- 2003 — Улитки в лопухах (?)[10]
- 2009 — Спешим поздравить вас![11]
- 2010 — Время ангелов[12]
- 2010 — Моё имя — Кармен[13]
- 2010 — Танцы на чистых холстах[13]

## Постановки в драматическом театре (хореограф)
- 2010 — «Между платьем и пижамой» Артура Копита. Режиссёр Олег Степанов[4][5]

## Цитаты
Анна Терехова, 2010:
...Галина Барбарыкина большая умница и отменный профессионал. Она работает очень легко и в то же время очень точно, мгновенно понимая любые нюансы режиссёрского замысла. Она очень чутко чувствует пластику движения человеческого тела и, как мне думается, способна создать танец даже для тех, кто никогда в жизни не двигался под музыку.